# Volvarina lactea
Volvarina lactea är en snäckart som först beskrevs av Kiener 1841.  Volvarina lactea ingår i släktet Volvarina och familjen Marginellidae. Inga underarter finns listade i Catalogue of Life.